# 西方寺 (愛知県幸田町)
西方寺（さいほうじ）は、愛知県額田郡幸田町大字久保田字開章に所在する浄土宗西山深草派の寺院。山号は紫雲山（しうんざん）。徳川家康および松平氏ゆかりの寺として知られ、戦国時代に松平氏以外の国人領主の支配地域内で、深溝城主・三河大庭氏の勢力圏との境界に建立された。

## 概要
紫雲山西方寺は、1449年（宝徳元年）に岩津城主・松平信光の従兄で浄土宗僧侶の教然良頓が開基した寺院である。教然良頓は松平氏2代・松平泰親の長子で、俗名を松平泰氏と称した。創建地は中世坂崎郷久保田村で、開章と命名された。教然良頓がこの地に西方寺を創建したのは、菱池の北に紫雲たなびく風景を気に入ったためと伝わり、山号の由来にもなっている。また当地は松平氏以外の国人領主の支配地域内にあり、深溝城主・三河大庭氏の勢力圏との境界に位置した。

## 歴史

### 創建から戦国時代まで
1449年（宝徳元年）、清海寺住持だった教然良頓が従兄の松平信光の支援を受け創建。教然良頓はこの地を隠居所とし、後に岩津の妙心寺も開山した。1464年（寛正5年）、教然良頓が西方寺で没し、遺骨は妙心寺に埋葬された（西方寺にも墓所あり）。1518年（永正15年）には松平氏6代・松平信忠が寺領26貫文を寄進。

### 江戸時代以降
1603年（慶長8年）、徳川家康により朱印地26石を安堵され、久保田村とは別に寺領は開章村として独立した。また、もともとは妙心寺の本寺であったが、三河三檀林の一つとなった妙心寺の末寺となり、宗教法人法施行までこの関係が続いた。

## 伽藍と文化財

### 建造物
- 本堂 - 内部に徳川家の葵紋である家紋が使用されている[2]。
- 墓地 - 最古の墓石は1464年（寛正5年）の銘があり、教然の墓と伝わる[5]。

### 文化財
| 名称               | 種別   | 年代     | 備考                   |
| ------------------ | ------ | -------- | ---------------------- |
| 木造阿弥陀如来坐像 | 彫刻   | 鎌倉時代 | 本尊、幸田町指定文化財 |
| 木彫彩色当麻曼荼羅 | 工芸品 | 江戸時代 |                        |

## 宗教的特徴
- 開基の教然良頓は日課として3万遍の念仏を実践し、病中も欠かさなかったと伝わる[7]。
- 中世には浄土宗西山深草派の教学拠点として機能した[3]。